# Tariq Ali
Tariq Ali (Lahore, 21 de octubre de 1943) es un escritor pakistaní, director de cine e historiador. Escribe habitualmente para The Guardian, Counterpunch, London Review of Books, Monthly Review, Z Magazine. Ali es, además, editor y asiduo colaborador de la revista New Left Review y de Sin Permiso, y es asesor del canal de televisión sudamericano Telesur. 

## Vida y carrera
Nació en el seno de una familia comunista. Mientras estudiaba en la Universidad de Punjab, organizó manifestaciones contra la dictadura militar de Pakistán. Debido a sus contactos con movimientos radicales, sus padres, temiendo por su seguridad, lo enviaron a Inglaterra. Estudió en Oxford, Ciencias Políticas y Filosofía, y fue el primer pakistaní elegido presidente del Sindicato de Estudiantes de Oxford (Oxford Union).
Su reputación se fraguó durante la Guerra de Vietnam, cuando mantuvo debates contra la guerra con personajes como Henry Kissinger y Michael Stewart. Después, se volvió cada vez más crítico de las políticas exteriores de Estados Unidos e Israel. 
Activo en la izquierda desde los años 1960, pertenece a la redacción de New Left Review. Ali participó activamente en política a través de su colaboración con el partido trotskista, the International Marxist Group (IMG), y con el periódico The Black Dwarf. 
Desde entonces, Ali ha sido un crítico de las políticas económicas neoliberales y estuvo presente en el Foro Social Mundial de 2005 en Porto Alegre, Brasil, donde fue uno de los diecinueve firmantes del Manifiesto de Porto Alegre. Es miembro del consejo editorial de Sin Permiso desde su fundación en 2006.
En 2010 participó en la elaboración del guion del documental Al sur de la frontera del director estadounidense Oliver Stone sobre los gobiernos izquierdistas en el poder en América Latina.

## Obra
Ha publicado más de una docena de libros sobre historia y política mundial y cinco novelas. Su libro más reciente es The extreme centre. A warning. Ha publicado en español las siguientes novelas: The Clash of Fundamentalisms: Crusades, Jihads and Modernity (Londres: Verso, 2002) A la Sombra del Granado: Una Novela de la España Musulmana (Barcelona: Planeta-De Agostini, 1999), El Libro de Saladino (Barcelona: Edhasa , 1999), La Mujer de Piedra (Barcelona: Edhasa, 2001), Un sultán en Palermo (Madrid, Alianza editorial, 2005), La noche de la mariposa dorada (Madrid, Alianza editorial 2010) y Los dilemas de Lenin (Madrid, Alianza editorial 2017).